# Mokra Koleba
Mokra Koleba – jaskinia, a właściwie schronisko, w Dolinie Kondratowej w Tatrach Zachodnich. Wejście do niej położone jest w południowym zboczu Kalackiej Turni, na wysokości 1285 metrów n.p.m. Długość jaskini wynosi 11 metrów, a jej deniwelacja 2,5 metrów.

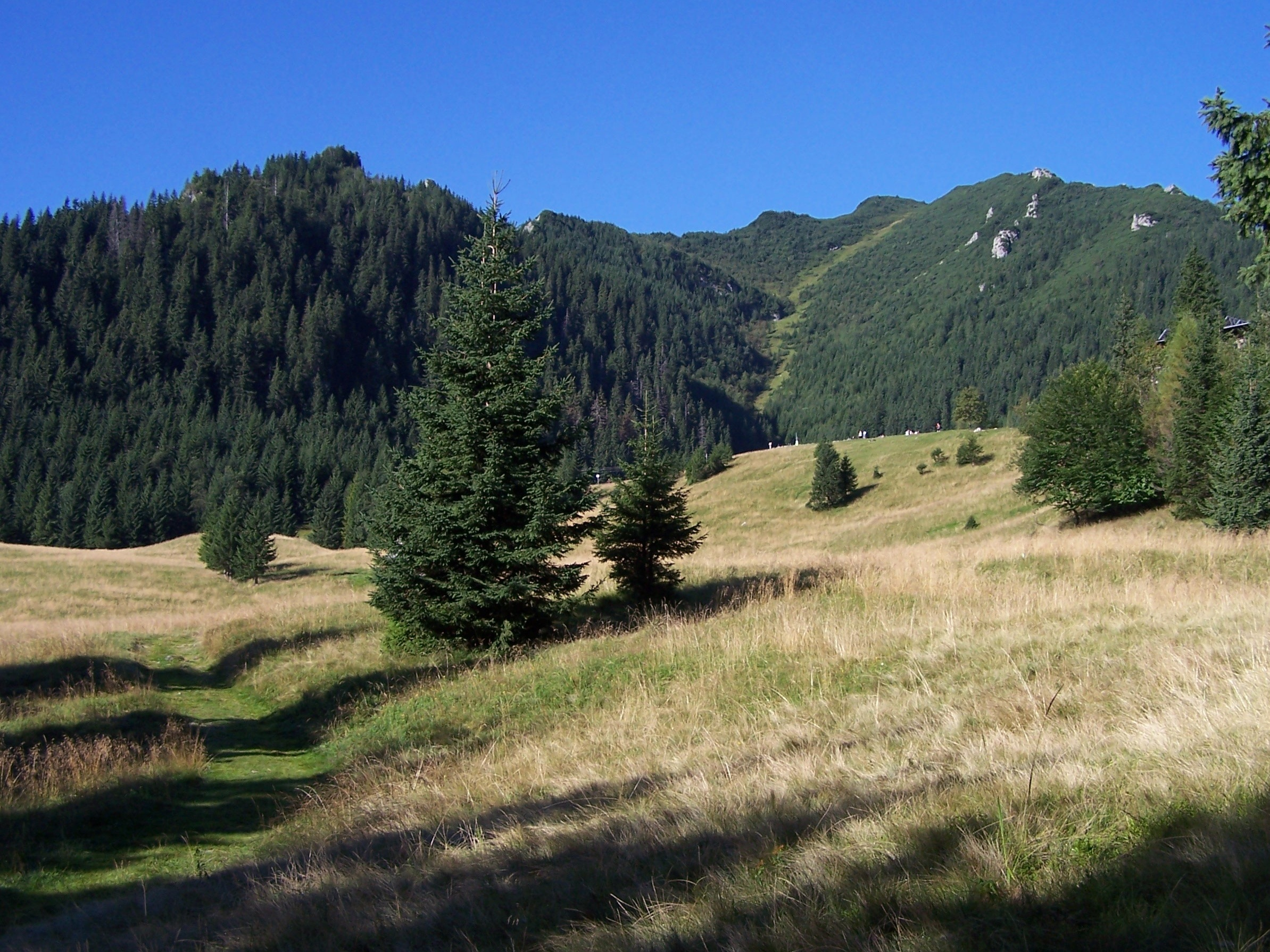
Na lewo pokryta lasem Kalacka Turnia

## Opis jaskini
Jaskinię stanowi obszerna, niska sala z czterema filarami do której prowadzi bardzo duży otwór wejściowy. Odchodzą z niej dwa krótkie korytarzyki.

## Przyroda
W jaskini brak jest nacieków. Ściany są wilgotne, rosną na nich paprocie, mchy, glony i porosty.

## Historia odkryć
Pierwszą wzmiankę o jaskini opublikował Stefan Zwoliński, który zwiedził ją w 1933 roku razem z Jerzym Zahorskim. Pierwszy jej plan i opis sporządziła I. Luty, przy współpracy R. Cygana i M. Kropiwnickiej w 1992 roku.